# かりん歩
『かりん歩』（かりんぽ）は、柳原望による日本の漫画。『コミックフラッパー』（KADOKAWA メディアファクトリー発行）にて、2016年7月号から2018年9月号まで連載された。前作の『高杉さん家のおべんとう』と同じく、作中には地理学に関する話題が取り上げられている。主な舞台は名古屋市であり、市内各所が登場する。
『高杉さん家のおべんとう』の終了から3年後に時代設定されており、前作の登場人物たちがたびたび3年後の姿で登場する。作中の時間経過は現実世界のそれとほぼ同じタイミングとなっており、登場人物が誕生日を迎えて年齢を重ね、進級や留年、定年退職をし、それに伴い様々な成長をしていく様子も描写される。

## あらすじ
市井かりんは大学卒業間近だが就職先が決まらない。小さなころから妹・くるみの面倒をみてきたかりんはかなりのシスコンである。就職活動に専念するために祖父の経営する喫茶店に住み込んで妹断ちをしてようやく内定が出るが、同時に祖父が倒れ、喫茶店は存続の危機に陥る。自分の進路を祖父の喫茶店に定めるとすぐに祖父が亡くなり、音信不通だった祖母が喫茶店の遺産相続人として名乗りを上げる。

## 登場人物
市井かりん（いちい かりん）
本作の主人公。重度のシスコン。作品開始時はS女学園大学4年生。物事は単語で表すよりも擬音語、擬態語で表現する傾向がある。
市井くるみ（いちい くるみ）
かりんの7歳年下の妹。作品開始時は中学3年生。勉強はできるが極度の対人恐怖症。
石居理央（いしい りお）
かりんの祖母が経営する会社『とりどり』の従業員。『喫茶しゅろ』の経営状況の確認と改善のためと称して派遣された。かりんとは中学時代の同級生で同じように7歳年下の弟がいる。かつて両親が経営していたコンビニは潰れてしまい、現在、両親は田舎で農家見習いをしており、自分は弟と二人暮らしをしている。夢は自分の店を持つこと。自分にないものを持っていると最初はかりんを妬んで嫌っていたが、後にかりんの初めての常連になる。
石居希央（いしい きお）
理央の7歳年下の弟。理央と一緒に暮らしている。作品開始時にはくるみと同じく中学3年生。高校への進学について理央と衝突したがくるみと同じ明丘高校を受験した。
市井栄治郎（いちい えいじろう）
かりん、くるみの祖父。『喫茶しゅろ』の経営者。妻が家を出た後、仕事をやめて退職金で喫茶店を始めた。
松江多加子（まつえ たかこ）
本名は「市井多加子」。焼き鳥屋チェーン株式会社『とりどり』の社長。栄治郎の妻。かりんたちの祖母。
市井栄助（いちい えいすけ）
かりん、くるみの父。栄治郎の息子。銀行員。
加藤さん（かとうさん）
『喫茶しゅろ』の従業員。中年の女性。
高杉 温巳（たかすぎ はるみ）
S女学園大学の非常勤講師。普段は広島の大学におり、週末、名古屋に帰る生活をしている。妻は人気美人アナウンサーの高杉久留里。
高杉 久留里（たかすぎ くるり）
名古屋の中央日本テレビのアナウンサー。温巳の新妻。本編には登場せず単行本巻末の描き下ろしに近況が描かれる。
小坂 りいな（こさか りいな）
S女学園大学のかりんの所属するゼミの担当教員。結婚して丸宮になったが、旧姓で仕事をしている。『喫茶しゅろ』の常連。
香山 玲子（かやま れいこ）
S女学園大学の環境文化学部の学部長。『喫茶しゅろ』の常連。
風谷 久郎（ふうや くろう）
『喫茶しゅろ』の常連。のちに、温巳、玲子、りいなたちが『喫茶しゅろ』に入り浸るきっかけとなる。

## 書誌情報
- 柳原望『かりん歩』KADOKAWA メディアファクトリー〈MFコミックス フラッパーシリーズ〉、全4巻
  1. 2016年12月23日初版第一刷発行（同日発売）、ISBN 978-4-04-068804-6
  2. 2017年7月22日初版第一刷発行（同日発売）、ISBN 978-4-04-069298-2
  3. 2018年2月23日初版第一刷発行（同日発売）、ISBN 978-4-04-069694-2
  4. 2018年9月21日初版第一刷発行（同日発売）、ISBN 978-4-04-065098-2